# Clytia foxi
Clytia foxi är en nässeldjursart som beskrevs av Chantal Billard 1926. Clytia foxi ingår i släktet Clytia och familjen Campanulariidae. Inga underarter finns listade i Catalogue of Life.